# تاکاشی فوروکاوا
تاکاشی فوروکاوا (انگلیسی: Takashi Furukawa؛ زادهٔ ۲۸ اکتبر ۱۹۸۱) بازیکن فوتبال اهل ژاپن است.
از باشگاه‌هایی که در آن بازی کرده‌است می‌توان به باشگاه فوتبال ساگان توسو اشاره کرد.